# Phelister tremolerasi
Phelister tremolerasi är en skalbaggsart som beskrevs av Heinrich Bickhardt 1920. Phelister tremolerasi ingår i släktet Phelister och familjen stumpbaggar. Inga underarter finns listade i Catalogue of Life.